# Torre àrab d'Albal
La Torre àrab d'Albal està ubicada a la Plaça García Sanchís de l'esmentada població de la comarca de l'Horta Sud de la província de València. Es tracta d'un edifici militar, una torre defensiva, la qual pot classificar-se dins l'estil arquitectònic islàmic-militar. Està catalogada com bé d'interès cultural, segons la Direcció General de Cultura de la Conselleria d'Educació, Cultura i Esports de la Generalitat Valenciana, amb el codi 46.16.007-003. Actualment alberga el Museu Etnològic Municipal.
Aquest edifici va ser inclòs en el "Inventari de Castells, Torres i Muralles de l'Antic Regne de València" per al Patrimoni Artístic Nacional el 1953. Cal constatar la seva gran importància per a la població, destacant el fet que la torre formi part de l'escut heràldic.

## Descripció històrica i artística
Al "Llibre del Repartiment" de València, consta la donació que va fer de l'alqueria àrab, el 1238, el rei Jaume I a Gil II d'Atrosillo. Sis anys més tard aquest va vendre la venda d'Albal al capítol de València que va conservar definitivament el senyoriu.
La Torre Àrab, coneguda popularment com a "Torre dels Moros", es trobava originalment separada de la població, al costat del camí d'Alcàsser, però en l'actualitat queda integrada en el nucli urbà, al centre de la població (essent l'edifici més antic d'Albal), en una petita plaça a la qual recauen dos dels seus fronts, existint construccions adossades en els altres dos fronts. Es tracta d'una torre d'origen àrab, amb la missió de vigilància i defensa en l'època de dominació àrab, i és considerat com la resta d'una primitiva alqueria islàmica, amb un circuit emmurallat, del qual s'han trobat vestigis a les proximitats. Té la planta rectangular, les dimensions de la qual són 6’10 metres per 5’01 metres de costat, lleugerament prismàtica i rematada amb merlets. Els materials emprats per a la seva construcció pedra i morter de terra, calç i sorra. El sistema constructiu es caracteritza per l'existència de quatre murs de càrrega, construïts amb tàpia de terra i calç i encofrada amb taules paral·leles. La tàpia està feta amb una proporció elevada de pedres no tallades que integren 2/3 parts del conglomerat. S'observen 16 tapiades que constitueixen tres cossos diferenciats, coberts per volta de canó. La planta baixa, és una mica elevada i té accés per una petita escala, situada en una obertura al mur de llevant; a més, la torre presenta dues altures.
Recentment va ser restaurada, eliminant una de les construccions adossades, i netejant els seus paraments, utilitzant materials i tècniques respectuoses amb l'edifici original.